# Wolfhalden
Wolfhalden es una comuna suiza del cantón de Appenzell Rodas Exteriores, formó parte del extinto distrito de Vorderland. Limita al norte con las comunas de Thal (SG) y Lutzenberg, al este con Walzenhausen, al sur con Oberegg (AI), y al oeste con Heiden.
Forman parte de la comuna las localidades de: Augusti, Hasli, Hinter Ergeten, Hub, Lippenrüti, Luchten, Mühltobel, Schönenbüel, Tanne y Zelg.

## Historia
Alrededor de 1650, las entonces localidades de Heiden y Wolfhalden tuvieron una disputa sobre quien debía llevar el control de la parroquia, esto ayudó a que cada uno construyera su propia parroquia y que cada una fuera independiente. Hasta la construcción de la iglesia en 1652 Wolfhalden formaba parte de la comuna de Kurzenberg.